# مارك هنري براون
مارك هنري براون هو طيار كندي، ولد في 9 أكتوبر 1911 في بورتاج لابريري في كندا، وتوفي في 12 نوفمبر 1941 في صقلية في إيطاليا.